# Ptilophora variegata
Ptilophora variegata är en fjärilsart som beskrevs av De Villiers 1789. Ptilophora variegata ingår i släktet Ptilophora och familjen tandspinnare. Inga underarter finns listade.